# Лука Вучинић
Лука Вучинић (Рогами, код Подгорице, 31. октобар 1922 — Београд, 14. јануар 1992) био је учесник Народноослободилачке борбе, друштвено-политички радник СФРЈ и народни херој Југославије.

## Биографија
Рођен је 31. октобра 1922. године у Рогамима, код Подгорице. Потиче из учитељске породице. Основну школу је завршио у родном месту, а гимназију је до седмог разреда учио у Подгорици. Пошто је 1939. године постао члан Савеза комунистичке омладине Југославије (СКОЈ), био је избачен из гимназије, па је школовање морао наставити у Пећи.

### Народноослободилачка борба
Априла 1941. године, после окупације Краљевине Југославије, напустио је Пећ и вратио се у родно место. Одмах се укључио у припреме за устанак и радио је на прикупљању оружја, муниције и друге војне опреме. У Тринаестојулском устанку, учествовао је у борбама у околини Подгорице. Због исказане храбрости у првим борбама, августа 1941. године је био примљен у чланство Комунистичке партије Југославије (КПЈ). Потом је био одређен за пратиоца Блажа Јовановића, секретара Покрајинског комитета КПЈ за Црну Гору и Ивана Милутиновића, делегата Врховног штаба НОПОЈ-а.
Априла 1942. године, када је Блажо Јовановић преузео дужност команданта Зетског партизанског одреда, Лука је био одређен за политичког комесара једне чете. Као изузетно храброг и способног борца, Покрајински комитет КПЈ за Црну Гору га августа 1942. године, заједно са Радом Бошковићем и Петром Секулићем, упућује из Пипера у Босну, да успостави везу са Врховним штабом и Централним комитетом КПЈ. После двадесет дана пробијања кроз непознате крајеве и непријатељску територију, успевају да изврше задатак. Лука тада остаје у Босни и ступа у Пету пролетерску црногорску ударну бригаду, у којој је касније био постављен за политичког комесара Друге чете у Четвртом батаљону.
Са Петом пролетерском црногорском бригадом, прошао је многе борбе, а често се истицао храброшћу. У нападу на село Росуље, близу Бугојна, септембра 1942. године, вешто се провукао поред непријатељских стража, ускочио у добро чувани логор, бацио бомбе на усташе, окупљене око ватре и нанео им знатне губитке. Убрзо потом, код Бистрог, у близини Травника, био је један од првих бораца из три батаљона који је ушао у непријатељско упориште. Тада је заробљено и убијено око 200 непријатељских војника. Пред напад Четвртог батаљона на воз и пругу Доњи Вакуф—Бугојно, када је требало уништити добро утврђени двоспратни бункер из кога је контролисан једини прелаз — мост на набујалом Врбасу, одмах се са још два друга јавио као добровољац и успешно извршио акцију.
Децембра 1942. године, када је главнина Пете пролетерске црногорске бригаде пребацила на територију Скендер Вакуф—Котор Варош—Бања Лука, Друга чета је после десетодневних борби, успела да одбрани део слободне територије и да ухвати вођу четника са тог подручја — Буда Тодића. У знак признања Луки Вучинићу на овом подухвату, командант бригаде Сава Ковачевић му је лично поклонио пиштољ заробљеног четничког вође. Још један сличан подвиг извео је јануара 1943. године, када је приликом заузимања Шехер Вароши, заробио усташког команданта града.
На почетку Четврте непријатељске офанзиве, када је Четврти батаљон разрушио пругу Доњи Вакуф — Травник, био је опкољен јаким усташким снагама од око 800 људи. Тада је Друга чета била одређена као заштитница, а Лука је затим да би спасао што више својих бораца, заједно са Вецом Радичевићем, народним херојем, штитио повлачење. Њих двојица су тек сутрадан успели да се врате у чету, а до тада је већина бораца мислила да су погинули. Друге ноћи битке за Прозор, фебруара 1943. године, Друга чета је успела да уништи три бункера, прва продре у град и ослободи таоце из биоскопа. И овог пута Лука и Вецо Радичевић су били први борци који су ушли у Прозор. Приликом ослобођења Невесиња, после тешке ноћне борбе, отворио је ватру на непријатеља из непосредне близине и тако омогућио бомбашима да се привуку и униште непријатељско утврђење. Овим подвигом, био је отворен пут према Невесињу, које је било ослобођено за сат времена.
У пробоју на Сутјесци, 13. јуна 1943. године, био је тешко рањен — пао је поред свог команданта Саве Ковачевића. Његови другови су мислили да је погинуо, па су га прекрили шаторским крилом. Освестио се тек када су, у његовој непосредној близини, немачки војници убијали преостале партизанске рањенике. Направио се мртав, а затим се одвукао до реке, где му је десет дана указивао помоћ један саборац. Током промене положаја, Вучинић је под тежином задобијених рана застао и поручио свом саборцу да га остави, што је овај у први мах одбио, али се у договору са Вучинићем ипак склонио у оближњи шумарак, за случај да наиђе четничка група. Потпуно изнемоглог, после девет дана, нашле су га партизанке Ика Перовић и Јагода Богићевић и пренеле до села Изгори, а потом у околину Подгорице. Његов саборац се у међувремену придружио једној партизанској чети, а њима оставио краву коју су он и Вучинић водили са собом. О овоме догађају, писао је и Владимир Дедијер у свом „Дневнику”.
После оздрављења, био је постављен за секретара Месног комитета КПЈ у Пиперима, на чијем подручју је тада у веома тешким условима, јер је ово била четничка територија, радило око 120 илегалаца, међусобно неповезаних. Једне ноћи, Вучинић је сам разоружао четничку заседу, а наредних дана је са Војом Тодоровићем и Олгом Поповић, упао у четнички штаб у Копиљу и команданту четника Грујовићу поставио ултиматум да престане с прогонима илегалаца. Он је ово прихватио, што је имало велико морално дејство на присталице Народноослободилачког покрета (НОП) у Пиперима. Нешто касније, у борби с четницима Баја Станишића, Лука је био тешко рањен. Сломљене ноге, преношен је с једног места на друго, док није пребачен у ослобођено Беране, где је постављен за политичког комесара и партијског руководиоца Корпусне болнице. Због озбиљности повреда, био је упућен у Италију на лечење, где је био оперисан. Током боравка у Барију, вршио је дужност секретара партијске ћелије у Санитетској мисији.

### Послератни период
После ослобођења Југославије, налазио се на разним руководећим дужностима у органима безбедности. Најпре у Одељењу за заштиту народа (ОЗН) за Београд и Југославију, потом у Управи државне безбедности (УДБ) и Савезном секретаријату за унутрашње послове (ССУП). Почетком педесетих година је као оперативац Удбе, преко Берлина, отишао у Вашингтон, да уз помоћ тадашњег југословенског амбасадора у САД, Влада Поповића, набави Гајгеров бројач за потребе Савезне комисије за нуклеарну енергију ФНРЈ.
Био је и лични пратилац председника ФНРЈ Јосипа Броза Тита, приликом његових путовања у Велику Британију, маја 1953. године; Турску, априла 1954. године; Грчку, јуна 1954. године; Индију и Бурму, јануара 1955. године. Пензионисан је 1971. године, као специјални саветник Савезног секретара за унутрашње послове СФРЈ. Имао је чин пуковника ЈНА у резерви.
Умро је 14. јануара 1992. у Београду.
Носилац Партизанске споменице 1941. и других југословенских одликовања, међу којима су Орден за храброст и др. Орденом народног хероја је одликован 10. јула 1953. године.

## Породица
Читава породица Луке Вучинића учествовала је у Народноослободилачкој борби од 1941. године. Отац Вучина је био борац Четвртог батаљона Пете пролетерске црногорске бригаде и посланик Црногорске антифашистичке скупштине народног ослобођења (ЦАСНО), као и његова мајка Љубица (1898—1989), која је била је борац Треће чете Четвртог батаљона. Старија сестра Бранка (1921—1987) се налазила на месту болничарке у Четвртом батаљону, у који је стигла из санитета Прве пролетерске ударне бригаде, млађа сестра Анка је била борац Друге чете Четвртог батаљона, док је Лукин млађи брат Спасо био борац Треће чете Четвртог батаљона. Лукин старији брат Бранко налазио се најпре у Првој пролетерској ударној бригади, на дужности обавештајног официра Другог батаљона, потом је био ангажован у Политоделу Шесте личке дивизије НОВЈ и као помоћник политичког комесара Пратећег батаљона Врховног штаба НОВ и ПОЈ; после рата био је на служби у Југословенској армији и Управи државне безбедности, а од 1948. до 1957. године и лични секретар Јосипа Броза Тита. Вучинић је у рату изгубио стрица Марка (1898—1943) и стрину Хилду (1910—1943), који су погинули током Пете непријатељске офанзиве.